# ヒメヘビイチゴ
ヒメヘビイチゴ（姫蛇苺、学名：Potentilla centigrana）は、バラ科キジムシロ属の多年草。

## 特徴
茎は細く、分枝し、匍匐性で伸長する。茎には開出する毛があるか、または無毛で、節から根を出す。葉は3出複葉で、長さ0.5-2cmの葉柄があり、全体に青味がかった緑色をしている。小葉は長さ0.5-1.5cm、幅0.4-1.5cmで、倒卵形から楕円形になり、先は鈍頭から円頭、基部は短い小葉柄があるかまたはほぼ無柄。小葉の質は薄く、表面はほぼ毛はなく、裏面は葉脈上に圧着した毛が生えてわずかに粉白色になり、縁には粗い歯牙状の鋸歯がある。葉柄の基部に、薄緑色で披針形から卵形になる托葉があり、先は鋭頭、縁は全縁、長さは約7mmになる。
花期は4-8月。花は単生で茎に頂生するが、葉に対生するように見える。これは、直下の葉の腋から次の茎が出ることからこのように見える。花は黄色で径6-8mmになり、花柄は細く長さは1-4cmになる。萼片は5個あり、狭卵形で先は鋭頭になる。副萼片も5個あり、披針形から長楕円形で先は鋭頭から鋭突頭、萼片より狭く、ほぼ同長か短く、外側にまばらに毛が生える。花弁も5個あり、広倒卵形から倒卵形で、先端はわずかにくぼみ、長さ3-4mmになる。雄蕊は15-20個あり、葯は楕円形になる。心皮は多数あり、花柱は糸状になり、長さ約0.7mmでやや頂生する。果実期の花床は半球形となって少しふくらみ、短毛が生える。果実は痩果で多数つき、痩果は長さ約1mmの広卵形で、褐色となり、無毛で表面に不規則な縦筋がある。

## 分布と生育環境
日本では、北海道、本州、四国に分布し、山地や原野の湿地、水田のあぜ、林縁などに生育する。世界では、朝鮮半島、中国大陸、極東ロシアに分布する。

## 名前の由来
和名ヒメヘビイチゴは「姫蛇苺」の意。「野草の名前」の著者である高橋は、同属のヘビイチゴ P. hebiichigo やヤブヘビイチゴ P. indicaと比べ、小葉が小型であることだけでなく、似た両種のような「赤いイチゴ」ができないことにも言及している。
種小名（種形容語）centigrana は、「百粒の」の意味。

## 分類
同属のオヘビイチゴ P. anemonifolia は葉が5出複葉なので、本種とすぐに区別することができる。また、ヘビイチゴ P. hebiichigo は3出複葉であるが、同種は葉の裏面の葉脈に沿って長い毛があること、副萼片の先が3裂することなどで区別することができる。

## ギャラリー

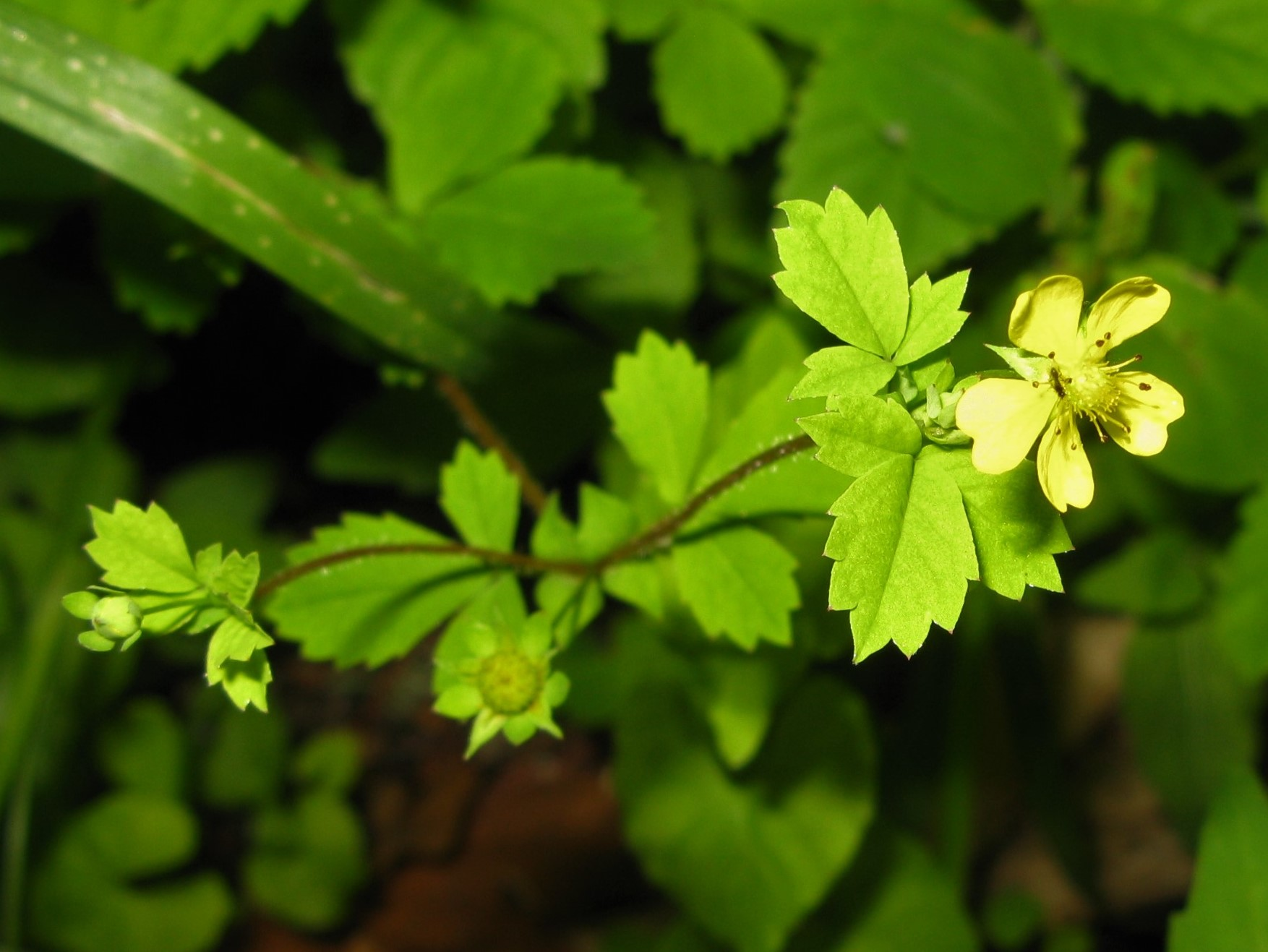
花は黄色で5弁花。花弁は広倒卵形から倒卵形で、先端はくぼむ。
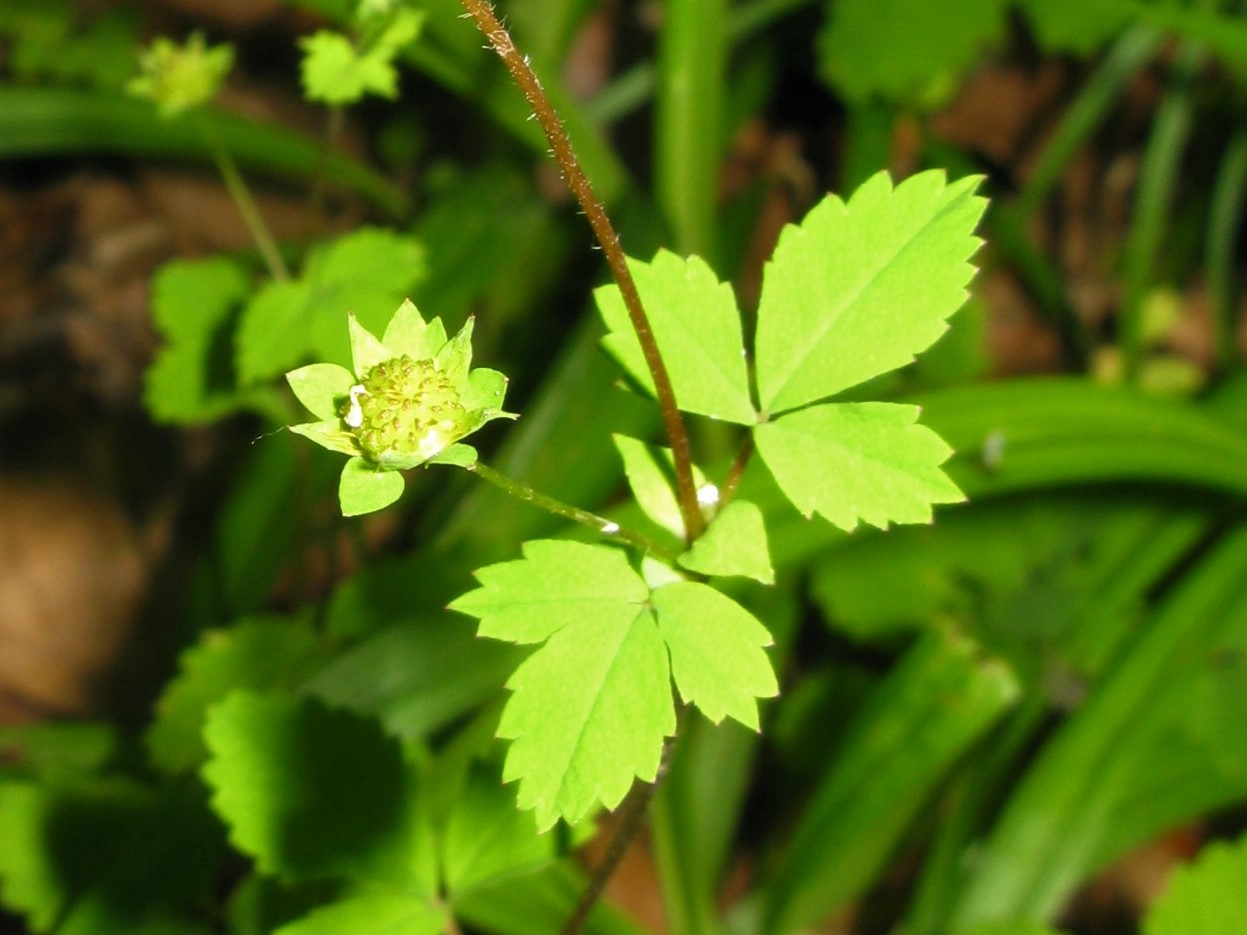
果時に萼片と副萼片は平開し、果実は少しふくらむが赤くはならない。
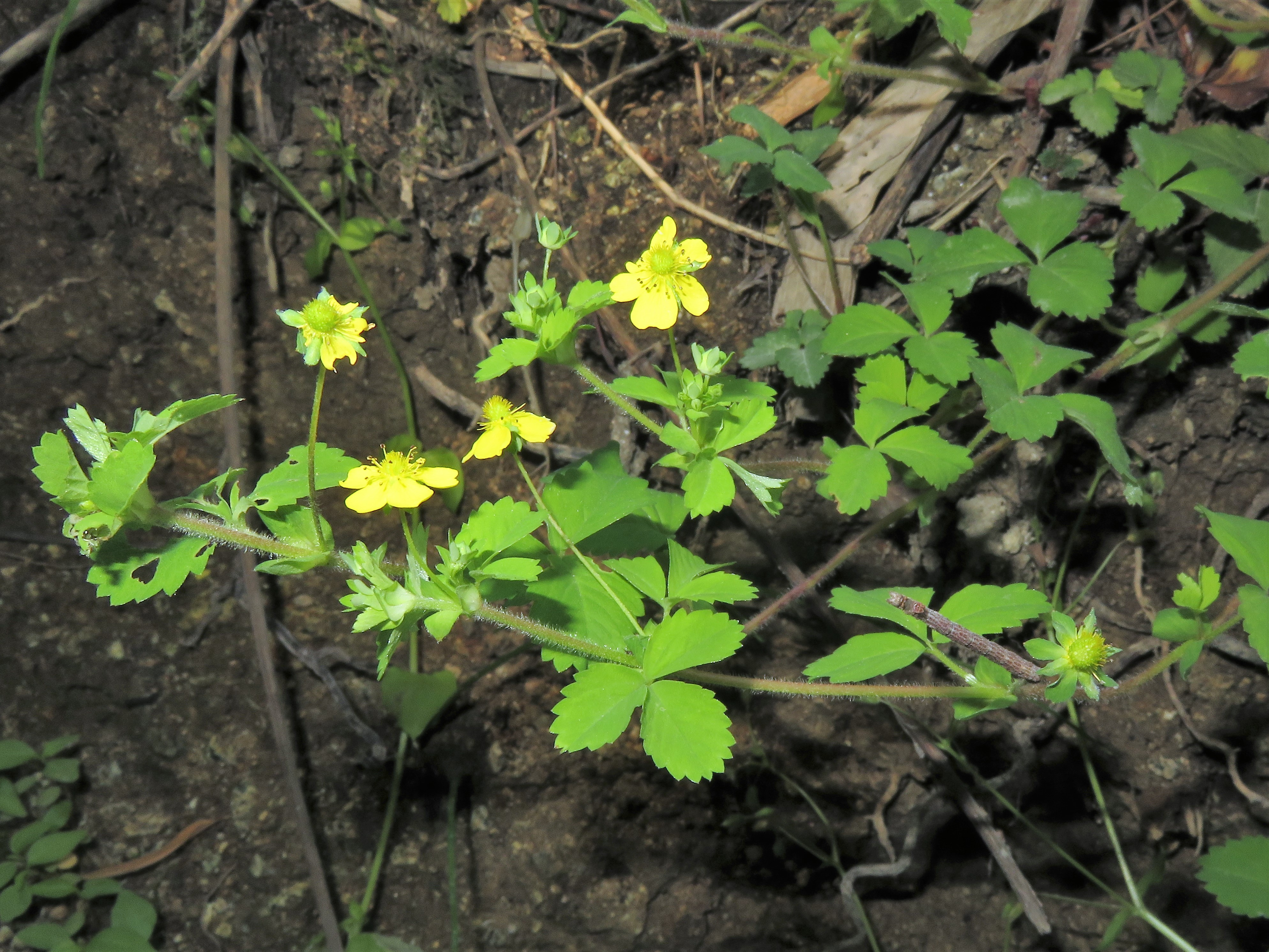
茎は匍匐性で伸長し、開出した毛があり、葉は3出複葉になる。